# MacGuffin
MacGuffin (auch: McGuffin) ist der Begriff für mehr oder weniger beliebige Objekte oder Personen, die in einem Film dazu dienen, die Handlung auszulösen oder voranzutreiben, ohne  während der Handlung selbst von besonderem Nutzen zu sein. Vor allem in Kriminalfilmen und Thrillern ist der MacGuffin neben dem klassischen Whodunit ein verbreitetes Mittel, um Spannung über die gesamte Filmhandlung hinweg aufrechtzuerhalten. Die Prägung des Begriffs wird dem Filmemacher Alfred Hitchcock und seinem Drehbuchautorkollegen Angus MacPhail zugeschrieben.

## Erläuterung
Ein typischer MacGuffin ist ein Dokument mit einer Geheimformel, kompromittierenden Informationen oder illegalen Abmachungen, das in die Hände eines mehr oder weniger Unbeteiligten gerät, genauso gut kann es eine Tasche mit der Beute eines Bankraubs sein – für die Filmhandlung ist der Inhalt des Dokuments oder das Geld in der Tasche  von untergeordneter Bedeutung, sie konzentriert sich auf die Jäger-Beute-Konstellation, die der Besitzerwechsel nach sich zieht, und die daraus folgenden dramatischen Situationen von Verfolgung und Flucht, bei denen der Zuschauer sich mit dem Jäger oder Gejagten identifiziert.
In einem 1966 von François Truffaut geführten Interview mit Hitchcock erklärte dieser einen MacGuffin mit folgender kleinen Geschichte, die dessen Beliebigkeit verdeutlichen sollte:

It might be a Scottish name, taken from a story about two men in a train. One man says ‘What’s that package up there in the baggage rack?’, and the other answers ‘Oh, that’s a McGuffin’. The first one asks ‘What’s a McGuffin?’. ‘Well’, the other man says, ‘It’s an apparatus for trapping lions in the Scottish Highlands’. The first man says ‘But there are no lions in the Scottish Highlands’, and the other one answers ‘Well, then that’s no McGuffin!’. So you see, a McGuffin is nothing at all.

„Es könnte ein schottischer Name sein aus einer Geschichte über zwei Männer, die Zug fahren. Der eine Mann fragt: ‚Was ist das für ein Päckchen in der Gepäckablage?‘ ‚Nun,‘ sagt der andere Mann, ‚das ist ein MacGuffin.‘ ‚Was ist ein MacGuffin?‘ ‚Ein MacGuffin ist eine Vorrichtung, um im schottischen Hochland Löwen zu fangen.‘ ‚Aber im schottischen Hochland gibt es doch gar keine Löwen.‘ ‚Nun, dann ist es eben auch kein MacGuffin.‘ Sehen Sie, ein MacGuffin ist gar nichts.“

Slavoj Žižek bezeichnet den Ring in Richard Wagners Ring des Nibelungen als den „größten MacGuffin aller Zeiten“ und als Beispiel für das sogenannte Objekt klein a in der lacanschen Theorie der Psychoanalyse.
Eine Kontroverse existiert bezüglich der Frage, ob ein MacGuffin dennoch ein wesentliches Element der Geschichte eines Films sein darf. Beispiele hierfür sind die Steine in Das fünfte Element oder Rosebud in Citizen Kane, deren tiefere und wesentliche Bedeutung sich am Ende des Films ergibt. Auch fraglich ist, ob es sich um einen MacGuffin handelt, wenn das Objekt und dessen Eigenschaften genau definiert sind (z. B. das Geld in Psycho).

## Beispiele

### Beispiele aus Hitchcock-Filmen
- die Geheimorganisation „39 Stufen“ im gleichnamigen Film (1935), über deren Sinn und Wesen man bis kurz vor Ende des Films nichts erfährt
- die volkstümliche Melodie in Eine Dame verschwindet (1938), die die Gegenspieler der Helden zu ihrer Intrige motiviert und deren Sinn zuletzt enthüllt wird
- die Person der ersten Mrs. de Winter in Rebecca (1940)
- die „Geheimklausel“ in Der Auslandskorrespondent (1940)
- der Inhalt der Weinflaschen in Berüchtigt (1946): im Original handelt es sich um waffenfähiges Uran in den Händen von Altnazis, in der ersten deutschen Synchronisation wurde daraus Rauschgift in Händen einer Dealerbande; die Veränderung unterschlägt den historisch-politischen Hintergrund, tut aber dem Plot keinen Abbruch[4]
- das Feuerzeug mit den eingravierten Initialen in Der Fremde im Zug (1951)
- die wahre Identität von John Robie (Cary Grant) in Über den Dächern von Nizza (1955)
- das McKittrick Hotel in Vertigo – Aus dem Reich der Toten (1958)
- die „Regierungsgeheimnisse“ in Der unsichtbare Dritte (1959)
- die 40.000 Dollar in Psycho (1960)
- die „Weltfriedensformel“ in Der zerrissene Vorhang (1966)
- der Mikrofilm in Topas (1969)

### Beispiele aus Filmen anderer Regisseure
- das Wort „Rosebud“ in Citizen Kane (1941)
- die Falken-Statue in Die Spur des Falken (1941)
- die Transit-Visa in Casablanca (1942)
- das Kästchen, aus dem ein Summen ertönt in Belle de Jour – Schöne des Tages (1967)
- der Monolith aus 2001: Odyssee im Weltraum (1968)
- der heilige Gral in Die Ritter der Kokosnuß (1975)
- die Audiokassette mit einem Vortrag über moderne Atomenergie in Die Klapperschlange (1981)[5]
- das Kürzel „FOC“ in Tote tragen keine Karos (1982)
- das Krytron in Frantic (1988)
- der Kofferinhalt in Pulp Fiction (1994)
- der Teppich aus The Big Lebowski (1998)
- der Schlittschuhkoffer in Ronin (1998)
- die silberne CD-ROM in Highway Psychos (2001)
- die „Hasenpfote“ aus Mission: Impossible III (2006)
- die Drachenrolle in Kung Fu Panda (2008)
- das glückbringende Kunstgemälde in Rock N Rolla (2008)
- die rot-weiße Kühltruhe in Crank 2: High Voltage (2009), in der sich mutmaßlich das Herz des Hauptcharakters für eine illegale Transplantation befindet.
- der Geldtresor in Fast & Furious Five (2011)
- die Figur des Luke Skywalker in Star Wars: Das Erwachen der Macht (2015)
- das dritte Ei der Kleopatra in Red Notice (2021)
- der Schlüssel in Mission: Impossible – Dead Reckoning Teil Eins (2023)
- Der Schlüssel und die Sevastopol in Mission: Impossible – The Final Reckoning

### Beispiele aus anderen Medien
- Godot im Theaterstück Warten auf Godot von Samuel Beckett
- in der Hörspielserie Held & Jedermann von Ben Calvin Hary kommt in mehreren Episoden ein außerirdisches Artefakt namens „MacGuffin“ vor, von dem niemand weiß, worum es sich handelt, hinter dem aber alle her sind
- in Episode 4.06 der Fernsehserie Community dient das MacGuffin Neurological Institute als Auslöser der Handlung der Episode, ohne dass man Weiteres über dieses Institut erfährt
- der Schatz von Wischnipur in Benjamin Blümchen und Bibi in Indien
- im Computerspiel Supraland muss der Spieler einen „MacGuffin“ finden, bei dem es sich um eine Spezialwaffe handelt, ohne die der Spieler nicht weiterkommt